# Сиротинская, Ирина Павловна
Ири́на (Ираи́да) Па́вловна Сироти́нская (5 октября 1932 — 11 января 2011) — советский и российский архивист и литературовед, близкая подруга писателя Варлама Шаламова, правопреемник, хранитель и публикатор его наследия. Заслуженный работник культуры РСФСР (1989).

## Биография
И. П. Сиротинская окончила Московский историко-архивный институт и с 1964 по 2006 годы работала в ЦГАЛИ: научным сотрудником в отделе комплектования, в 1982—2000 годах — заместителем директора. 
Будучи высокопрофессиональным археографом и текстологом, Ирина Павловна внесла большой вклад в развитие теории и практики архивного дела, принимала участие в комплектовании архива поэта А. С. Исаакяна, обработала архив народных артистов М. М. Штрауха и Ю. С. Глизер, опубликовала ряд научных работ, посвященных исследованию документов личного происхождения и творческих организаций.
В марте 1966 года, будучи сотрудником отдела комплектования ЦГАЛИ, познакомилась с Шаламовым. Знакомство переросло в дружбу, продолжавшуюся до смерти писателя. Ирине Павловне Сиротинской Шаламов посвятил сборник рассказов «Воскрешение лиственницы», а также ряд стихотворений.
Шаламов завещал И. П. Сиротинской все права на свои тексты, и начиная с 1989 года её усилиями была опубликована большая часть наследия писателя, в том числе четырёхтомное (1998) и шеститомное (2006) собрания сочинений, куда были включены проза, поэзия, воспоминания, эссе, дневниковые записи.
В 2006 году вышла книга воспоминаний И. П. Сиротинской о В. Т. Шаламове — «Мой друг Варлам Шаламов».
17—18 июня 2007 года в Москве прошла международная конференция, посвящённая столетию со дня рождения Варлама Шаламова, организованная И. П. Сиротинской (при участии общества «Мемориал» и фонда «Русское зарубежье»). До конца жизни продолжала работу по расшифровке поздних рукописей Шаламова и публикации его произведений.

## Память
Памяти И. П. Сиротинской был посвящён четвёртый выпуск «Шаламовского сборника» (М., 2011), а также международная научная конференция «Судьба и творчество Варлама Шаламова в контексте мировой литературы и советской истории», прошедшая в Москве и Вологде 16-19 июня 2011 г..

## Работы, посвящённые Варламу Шаламову
- Комментарий к статье Л.Тимофеева «Поэтика лагерной прозы» (2008)
- «Мой друг Варлам Шаламов» Архивная копия от 7 апреля 2019 на Wayback Machine (2007) — книга мемуаров
- «Горящая память» (2007)
- Реабилитирован в 2000 году (2004)
- В.Шаламов — взгляд в будущее (2002)
- О Международных Шаламовских чтениях (1997)
- К вопросам текстологии поэтических произведений В. Шаламова (1997)
- В. Шаламов и А. Солженицын (1997)
- Из истории рода Шаламовых (1994) (в соавт. с В. Есиповым)

## Составитель
- О Сельвинском: Воспоминания / [Сост. Ц. А. Воскресенская, И. П. Сиротинская]. — М.: Советский писатель, 1982. — 399 с. — 30000 экз.
- Шаламов В. Т. Колымские рассказы : сборник / Варлам Шаламов; сост., авт. послесловия: Ирина Павловна Сиротинская. — Москва : Современник, 1991. — 525, [3] с.: орнаменты; 21 см.- 100000 экземпляров . — ISBN 5-270-01443-2

## Другие архивные публикации
- Александр Бенуа и кинематограф (Письмо А. Н. Бенуа к Л. В. Кулешову)[8]
- Художник и человек (Письма М. В. Нестерова к А. Д. Трескиной)[9]
- Вторая песнь «Поэмы начала» Н. С. Гумилёва (публикация)[10]

## Награды и звания
- Заслуженный работник культуры РСФСР (11 января 1989 года) — за заслуги в области советской культуры и многолетнюю плодотворную работу[11].
- Почётная грамота Правительства Российской Федерации (3 января 2001 года) — за большой личный вклад в сохранение и приумножение культурного и исторического наследия России и многолетний добросовестный труд[12].